# Heshi (köpinghuvudort i Kina, Jiangxi Sheng, lat 28,84, long 114,61)
Heshi är en köpinghuvudort i Kina. Den ligger i provinsen Jiangxi, i den sydöstra delen av landet, omkring 130 kilometer väster om provinshuvudstaden Nanchang. Antalet invånare är 18 498. Befolkningen består av 9 210 kvinnor och 9 288 män. Barn under 15 år utgör 26,0 %, vuxna 15-64 år 63 %, och äldre över 65 år 9,0 %.
Runt Heshi är det ganska tätbefolkat, med 75 invånare per kvadratkilometer. Heshi är det största samhället i trakten. I omgivningarna runt Heshi växer i huvudsak blandskog.
Genomsnittlig årsnederbörd är 2 406 millimeter. Den regnigaste månaden är maj, med i genomsnitt 404 mm nederbörd, och den torraste är oktober, med 55 mm nederbörd.